# Matto del corridoio
|   | a                                                                                                   | b                                                                                                   | c                                                                                                   | d                                                                                                   | e                                                                                                   | f                                                                                                   | g                                                                                                   | h                                                                                                   |   |
| 8 | g8 re del nero · f7 pedone del nero · g7 pedone del nero · h7 pedone del nero · a1 torre del bianco | g8 re del nero · f7 pedone del nero · g7 pedone del nero · h7 pedone del nero · a1 torre del bianco | g8 re del nero · f7 pedone del nero · g7 pedone del nero · h7 pedone del nero · a1 torre del bianco | g8 re del nero · f7 pedone del nero · g7 pedone del nero · h7 pedone del nero · a1 torre del bianco | g8 re del nero · f7 pedone del nero · g7 pedone del nero · h7 pedone del nero · a1 torre del bianco | g8 re del nero · f7 pedone del nero · g7 pedone del nero · h7 pedone del nero · a1 torre del bianco | g8 re del nero · f7 pedone del nero · g7 pedone del nero · h7 pedone del nero · a1 torre del bianco | g8 re del nero · f7 pedone del nero · g7 pedone del nero · h7 pedone del nero · a1 torre del bianco | 8 |
| 7 | g8 re del nero · f7 pedone del nero · g7 pedone del nero · h7 pedone del nero · a1 torre del bianco | g8 re del nero · f7 pedone del nero · g7 pedone del nero · h7 pedone del nero · a1 torre del bianco | g8 re del nero · f7 pedone del nero · g7 pedone del nero · h7 pedone del nero · a1 torre del bianco | g8 re del nero · f7 pedone del nero · g7 pedone del nero · h7 pedone del nero · a1 torre del bianco | g8 re del nero · f7 pedone del nero · g7 pedone del nero · h7 pedone del nero · a1 torre del bianco | g8 re del nero · f7 pedone del nero · g7 pedone del nero · h7 pedone del nero · a1 torre del bianco | g8 re del nero · f7 pedone del nero · g7 pedone del nero · h7 pedone del nero · a1 torre del bianco | g8 re del nero · f7 pedone del nero · g7 pedone del nero · h7 pedone del nero · a1 torre del bianco | 7 |
| 6 | g8 re del nero · f7 pedone del nero · g7 pedone del nero · h7 pedone del nero · a1 torre del bianco | g8 re del nero · f7 pedone del nero · g7 pedone del nero · h7 pedone del nero · a1 torre del bianco | g8 re del nero · f7 pedone del nero · g7 pedone del nero · h7 pedone del nero · a1 torre del bianco | g8 re del nero · f7 pedone del nero · g7 pedone del nero · h7 pedone del nero · a1 torre del bianco | g8 re del nero · f7 pedone del nero · g7 pedone del nero · h7 pedone del nero · a1 torre del bianco | g8 re del nero · f7 pedone del nero · g7 pedone del nero · h7 pedone del nero · a1 torre del bianco | g8 re del nero · f7 pedone del nero · g7 pedone del nero · h7 pedone del nero · a1 torre del bianco | g8 re del nero · f7 pedone del nero · g7 pedone del nero · h7 pedone del nero · a1 torre del bianco | 6 |
| 5 | g8 re del nero · f7 pedone del nero · g7 pedone del nero · h7 pedone del nero · a1 torre del bianco | g8 re del nero · f7 pedone del nero · g7 pedone del nero · h7 pedone del nero · a1 torre del bianco | g8 re del nero · f7 pedone del nero · g7 pedone del nero · h7 pedone del nero · a1 torre del bianco | g8 re del nero · f7 pedone del nero · g7 pedone del nero · h7 pedone del nero · a1 torre del bianco | g8 re del nero · f7 pedone del nero · g7 pedone del nero · h7 pedone del nero · a1 torre del bianco | g8 re del nero · f7 pedone del nero · g7 pedone del nero · h7 pedone del nero · a1 torre del bianco | g8 re del nero · f7 pedone del nero · g7 pedone del nero · h7 pedone del nero · a1 torre del bianco | g8 re del nero · f7 pedone del nero · g7 pedone del nero · h7 pedone del nero · a1 torre del bianco | 5 |
| 4 | g8 re del nero · f7 pedone del nero · g7 pedone del nero · h7 pedone del nero · a1 torre del bianco | g8 re del nero · f7 pedone del nero · g7 pedone del nero · h7 pedone del nero · a1 torre del bianco | g8 re del nero · f7 pedone del nero · g7 pedone del nero · h7 pedone del nero · a1 torre del bianco | g8 re del nero · f7 pedone del nero · g7 pedone del nero · h7 pedone del nero · a1 torre del bianco | g8 re del nero · f7 pedone del nero · g7 pedone del nero · h7 pedone del nero · a1 torre del bianco | g8 re del nero · f7 pedone del nero · g7 pedone del nero · h7 pedone del nero · a1 torre del bianco | g8 re del nero · f7 pedone del nero · g7 pedone del nero · h7 pedone del nero · a1 torre del bianco | g8 re del nero · f7 pedone del nero · g7 pedone del nero · h7 pedone del nero · a1 torre del bianco | 4 |
| 3 | g8 re del nero · f7 pedone del nero · g7 pedone del nero · h7 pedone del nero · a1 torre del bianco | g8 re del nero · f7 pedone del nero · g7 pedone del nero · h7 pedone del nero · a1 torre del bianco | g8 re del nero · f7 pedone del nero · g7 pedone del nero · h7 pedone del nero · a1 torre del bianco | g8 re del nero · f7 pedone del nero · g7 pedone del nero · h7 pedone del nero · a1 torre del bianco | g8 re del nero · f7 pedone del nero · g7 pedone del nero · h7 pedone del nero · a1 torre del bianco | g8 re del nero · f7 pedone del nero · g7 pedone del nero · h7 pedone del nero · a1 torre del bianco | g8 re del nero · f7 pedone del nero · g7 pedone del nero · h7 pedone del nero · a1 torre del bianco | g8 re del nero · f7 pedone del nero · g7 pedone del nero · h7 pedone del nero · a1 torre del bianco | 3 |
| 2 | g8 re del nero · f7 pedone del nero · g7 pedone del nero · h7 pedone del nero · a1 torre del bianco | g8 re del nero · f7 pedone del nero · g7 pedone del nero · h7 pedone del nero · a1 torre del bianco | g8 re del nero · f7 pedone del nero · g7 pedone del nero · h7 pedone del nero · a1 torre del bianco | g8 re del nero · f7 pedone del nero · g7 pedone del nero · h7 pedone del nero · a1 torre del bianco | g8 re del nero · f7 pedone del nero · g7 pedone del nero · h7 pedone del nero · a1 torre del bianco | g8 re del nero · f7 pedone del nero · g7 pedone del nero · h7 pedone del nero · a1 torre del bianco | g8 re del nero · f7 pedone del nero · g7 pedone del nero · h7 pedone del nero · a1 torre del bianco | g8 re del nero · f7 pedone del nero · g7 pedone del nero · h7 pedone del nero · a1 torre del bianco | 2 |
| 1 | g8 re del nero · f7 pedone del nero · g7 pedone del nero · h7 pedone del nero · a1 torre del bianco | g8 re del nero · f7 pedone del nero · g7 pedone del nero · h7 pedone del nero · a1 torre del bianco | g8 re del nero · f7 pedone del nero · g7 pedone del nero · h7 pedone del nero · a1 torre del bianco | g8 re del nero · f7 pedone del nero · g7 pedone del nero · h7 pedone del nero · a1 torre del bianco | g8 re del nero · f7 pedone del nero · g7 pedone del nero · h7 pedone del nero · a1 torre del bianco | g8 re del nero · f7 pedone del nero · g7 pedone del nero · h7 pedone del nero · a1 torre del bianco | g8 re del nero · f7 pedone del nero · g7 pedone del nero · h7 pedone del nero · a1 torre del bianco | g8 re del nero · f7 pedone del nero · g7 pedone del nero · h7 pedone del nero · a1 torre del bianco | 1 |
|   | a                                                                                                   | b                                                                                                   | c                                                                                                   | d                                                                                                   | e                                                                                                   | f                                                                                                   | g                                                                                                   | h                                                                                                   |   |

Negli scacchi, il matto del corridoio è uno scacco matto provocato da una torre o da una donna sull'ultima traversa, in cui le case di fuga del re che subisce il matto sono bloccate dai propri pezzi. Generalmente, il matto del corridoio è perpetrato ai danni di un arrocco corto, quando i pedoni f, g ed h non sono stati mossi.
I matti del corridoio non sono frequenti ad alto livello di gioco, sebbene la possibilità di subirli influenzi il gioco: spesso la difesa consiste semplicemente nel mantenere una torre o una donna sull'ultima traversa, in modo da impedire lo scacco matto; questo metodo può essere però inefficace a causa di sacrifici che rimuovano il difensore. Un altro metodo di difesa, applicato in diverse aperture, consiste nell'avanzare uno dei pedoni di fronte al re (generalmente giocando h3 oppure g3 - rispettivamente ...h6 oppure ...g6 per il Nero).